# Wyprawa Kon-Tiki (film)
Wyprawa Kon-Tiki (org. Kon-Tiki) – powstały w koprodukcji film historyczno-przygodowy z 2012 w reżyserii Joachima Rønninga i Espena Sandberga, o wyprawie transpacyficznej zorganizowanej przez norweskiego etnologa Thora Heyerdahla w 1947.
Film miał swoją światową premierę 18 sierpnia 2012. W 2013 był nominowany do Oscara w kategorii za najlepszy film nieanglojęzyczny. W tym samym roku był też nominowany do nagród Złote Globy oraz Satelity. Przyznano mu trzykrotną norweską nagrodę Amanda w kategoriach: dla najlepszego aktora (Pål Sverre Hagen), za najlepszą scenografię (Karl Júlíusson) oraz za najlepsze efekty specjalne.

## Fabuła
Młody norweski etnograf Thor Heyerdahl zdecydował się na zorganizowanie wyprawy transoceanicznej, by udowodnić środowisku naukowemu, iż ludność zamieszkująca Polinezję pochodzi z Ameryki Południowej. Wraz z Heyerdahlem z Callao w Peru wyruszyło pięciu innych śmiałków. Podróż rozpoczęli 28 kwietnia 1947, a zakończyli 7 sierpnia 1947. Chociaż początkowo wydawało się, że cała wyprawa zakończy się gdzieś wzdłuż wybrzeży Ameryki, ostatecznie tratwę poniósł Prąd Południoworównikowy.

## Obsada
W filmie wystąpili:
- Pål Sverre Hagen jako Thor Heyerdahl
- Anders Baasmo Christiansen jako Herman Watzinger
- Tobias Santelmann jako Knut Haugland
- Gustaf Skarsgård jako Bengt Danielsson
- Odd-Magnus Williamson jako Erik Hesselberg
- Jakob Oftebro jako Torstein Raaby
- Agnes Kittelsen jako Liv Heyerdahl
- Peter Wight jako José Bustamente
- Søren Pilmark jako Peter Freuchen(inne języki)
- Richard Trinder jako lejtnant Lewis
- Stefan Cronwall jako szwedzki podróżnik
- Katinka Egers jako piękna seniorita
- Eleanor Burke jako agentka podróżna
- Ian Knauer jako Johnson
- Sam Chapman jako marynarz
- Thomas Arnold jako Harry
- Jörgen Berthage jako kelner